# عكام
العكّام (بالإنجليزية: Tent pitcher, Master)‏ 
كما ترجمها جيمس فيليكس جونز في كتابه :Memoirs.
فالعكام هو الشخص الذي يقود الدابة التي عليها الراكب ولوازم السفر، من خيام وقرب وطعام، منذ بداية سير قافلة السفر حتى محطتها الأخيرة، واظنه مأخوذ من العكم وهو القبض بشدة على زمام الدابة ولجامها. وهو الذي يعكم الأعدال على الدواب ونحوها. ويكون من أهل الجَلَد والقوة على المشي في القفار والطرق الوعرة، حيث يسحب الدابة، جملاً كان أو غيره وفوقه المحارة (المحفة) التي يركبها شخصان ويتولى خدمتهما طوال الرحلة، وفي موسم الحج كان الحجيج يدفعون له إكراميات كلما قطع أربع مراحل من مسافة الطريق إلى مكة. ويركب المسافر في محارة، وهي محمل من الخشب يغطى بالقماش، وتتسع لراكب واحد. وتوضع اثنتان منها على ظهر الجمل، كل واحدة من طرف، ولم يكن ضروريا وضع مسافرين على جمل واحد إذا وضعت حمولة على الطرف الآخر. فواجب العكام اثناء سفر القافلة هو قيادة الجمل وخدمة راكبيه. وفي بغداد هناك مقهى سميت مقهى العكامة نسبة لهذه المهنة.